# 川瀨敏文
川瀨敏文（日语：／ Kawase Toshifumi，1958年12月8日—），日本男性動畫演出家、動畫導演、編劇。

## 來歷、人物
川瀨敏文在學生時代原本希望從事真人電影工作，但當時日本電影業正在衰退，他決定與其等待工作並堅持真人電影的不確定未來，不如看看相對更有活力的動畫行業，於是他加入了日本日昇動畫（後來的日昇動畫）。在後來的一次採訪中，川瀨回憶說，當時他對動畫或動畫行業一無所知，在對它一無所知的情況下加入了日本日昇動畫，並從那裡開始學習動畫。
他在日本日昇動畫的第一份工作是1979年播出的《未來機器人 達爾達尼亞斯》，擔任製作進行。這是因為川瀨加入日本日昇動畫時，公司正在尋找製作人員，但由於他從一開始就想成為導演，所以他希望有機會先從事製作工作，然後再擔任演出。在《未來機器人 達爾達尼亞斯》之後，他擔任了近3年的製作進行。1982年，他獲得了更接近導演的工作，例如在富野由悠季的指導下，以設定擔當一職負責《戰鬥機甲薩芬格爾》，並為《聖戰士鄧拜音》負責設定製作。也是在《聖戰士鄧拜音》中，川瀨實現了他長久以來成為首次擔任演出的夢想。由於該作品開播初期的演出工作中出現了5名空缺，他得以在擔任演出的同時，負責設定製作。川瀨從系列的後續作品《重戰機L-Gaim》（1984年）開始擔任主演出。
1987年，川瀨以OVA作品《DEAD HEAT》成為本身的導演處女作。自從加入公司以來，他就一直想成為一名導演，儘管他一直表達著自己的願望，但直到當時的製片人內田健二選中他執導這部作品，他才獲得了機會。川瀨後來認為，這部作品有點像是一段試驗期，因為它是一部以VHD格式發行的獨特作品，他首先了解了製作流程，然後還要考慮三維圖像的創作和精彩場面，雖然作為導演處女作，這部作品有很多困難之處，但他後來評論說，這是一份有趣的工作。
川瀨也參與了由內田製作並自始執導的「藍光人系列」（1991年—1994年）的製作。這部作品是川瀨執導的首部電視系列。他表示，如果以同樣的方式製作，3年將是極限。他還表示，在嘗試將接下來的兩部作品與第1部《絕對無敵雷神王》區分開來時遇到了許多困難，無法創造出與第1部相同的爆發力和氣勢。然而，他也表示，他覺得自己至今仍能執導這部作品，這要歸功於這部系列。在後來的訪談中，他回顧這部作品時表示，他從未在一部作品中投入過比這部作品更大的精力，並且他意識到這可能是他所有作品中最好的一部。
在系列第3部《熱血最強戈修羅》（1993年）中，川瀨除了擔任導演外，還負責了編劇和劇本統籌，但這也與他早在擔任演出之前就想嘗試編劇有關。然而，他表示，一邊導演一邊寫劇本很困難，尤其是對電視系列來說，後來他表示自己再也不會這麼做了。談到當時擔任編劇的工作，川瀨反思道，作為導演，他不僅要自己讀劇本（劇本會議），還要與其他編劇一起讀，而且有些時候他寫劇本時是抱著畫分鏡的意圖，這終究是不好的。同時，他也意識到，除非他理解作為一名同時負責劇本統籌和編劇的導演的弊端，否則他不會享受這份工作。
無論如何，在那部作品之後，他執導了其它日昇動畫的作品，如《霸王大系龍騎士》（1994年）和《超者萊汀》（1996年），而在2000年代，他不僅為日昇動畫工作，還為Studio DEEN工作，他經常參與編劇和劇本統籌的工作。在2013年的一次訪談中，他也透露自己更喜歡創作小說，尤其是推理和懸疑小說，而不是動畫。他也表示，他的創作本質更接近《暮蟬悲鳴時》（2006年）等作品，而不是前面提到的藍光人系列等兒童作品。

## 參加作品

### 電視動畫
1979年
- 未來機器人 達爾達尼亞斯（—1980年，製作進行）

1980年
- 無敵機器人 托萊達G7（—1981年，製作進行）

1981年
- 最強機器人 大王者（—1982年，製作進行）

1982年
- 戰鬥機甲薩芬格爾（—1983年，設定擔當）

1983年
- 聖戰士鄧拜音（—1984年，設定製作→演出）

1984年
- 重戰機L-Gaim（—1985年，故事分鏡、演出）

1985年
- 機動戰士Z鋼彈（—1986年，故事分鏡、演出）

1986年
- 機動戰士鋼彈ZZ（—1987年，故事分鏡、演出）

1987年
- 機甲戰記龍騎兵（故事分鏡）

1988年
- 妙手小廚師（演出）
- 鎧傳（—1989年，故事分鏡）

1989年
- 獸神萊卡（—1990年，演出）

1990年
- 奇天烈大百科（分鏡、演出）
- 勇者凱撒（分鏡、演出）
- （—1991年，分鏡、演出）

1991年
- 絕對無敵雷神王（—1992年，導演）

1992年
- 元氣爆發伏魔金剛（—1993年，導演）

1993年
- 熱血最強戈修羅（—1994年，導演、劇本統籌、編劇）

1994年
- 霸王大系龍騎士（—1995年，導演）

1995年
- 新機動戰記鋼彈W（—1996年，編劇）
- 鬼神童子ZENKI（分鏡）

1996年
- 超者萊汀（日语：超者ライディーン）（—1997年，導演[5]）
- 勇者指令達古王（—1997年，編劇）

1997年
- 尼克斯特戰記EHRGEIZ（日语：ネクスト戦記EHRGEIZ）（導演）

1998年
- 熱沙霸王甘達拉（日语：熱沙の覇王ガンダーラ）（演出）
- AWOL -Absent Without Leave-（日语：AWOL -Absent Without Leave-）（導演）
- 銀河漂流拜法姆13（導演）
- EAT-MAN'98（日语：EAT-MAN）（導演）
- 機動神腦（分鏡）
- 丸少爺（分鏡）

1999年
- 逮捕令Special（分鏡）
- ∀鋼彈（—2000年，分鏡）
- 炸彈人 彈珠人爆外傳V（—2000年，導演）

2000年
- 幻影死神（分鏡）
- 無力君（日语：へろへろくん）（分鏡）
- 第一神拳（分鏡）
- 犬夜叉（分鏡）
- X戰警：進化（—2003年，動畫導演、佈局確認）

2001年
- 戰鬥陀螺（導演）

2002年
- 七人之奈奈（分鏡）
- 迷糊天使（導演）
- 馭龍少年（—2003年，導演）

2003年
- 闇與帽子與書的旅人（編劇、分鏡、演出）
- 聖槍修女（分鏡）

2004年
- 北方戀曲 ～Diamond Dust Drops～（分鏡）
- 天上天下（導演）
- 烘焙王（—2006年，編劇）
- 阿貴（分鏡）
- 御行者 AMDRIVER（日语：Get Ride! アムドライバー）（編劇）

2005年
- 植木的法則（—2006年，劇本統籌、編劇）
- 光速蒙面俠21（—2008年，編劇）

2006年
- 暮蟬悲鳴時（劇本統籌、編劇）

2007年
- 暮蟬悲鳴時解（劇本統籌、編劇）
- CODE-E（編劇）
- 棋靈少女（導演）

2008年
- 吸血鬼騎士（分鏡）
- 我愛美樂蒂：Kirara★（編劇）
- Mission-E（編劇）

2009年
- 海貓悲鳴時（劇本統籌、編劇、分鏡）

2010年
- 遊☆戲☆王5D's（編劇）
- 逆轉監督（劇本統籌、編劇）

2012年
- 緋色的碎片（分鏡）

2013年
- 魔界王子 devils and realist（分鏡）
- 義風堂堂!! 兼續和慶次（分鏡）

2014年
- Z/X IGNITION（分鏡）
- 金田一少年之事件簿R（分鏡）

2015年
- WASIMO (第2期—第9期)（日语：WASIMO）（—2022年，導演（第4期—第9期）、劇本統籌（第4期—第9期））

2017年
- THE REFLECTION（日语：THE REFLECTION）（分鏡）
- 鬼燈的冷徹 第貳期（分鏡）
- 銀之守墓人（編劇）

2020年
- 魔術士歐菲迷途之旅（分鏡）
- 最響神相撲道！（日语：最響カミズモード!）（劇本統籌）

2021年
- Cestus -羅馬拳鬥士-（總導演、劇本統籌、編劇）

2023年
- 謊言遊戲（分鏡）

2024年
- 唯願來世不相識（導演[6]、分鏡）

2025年
- 魔法製造者 ～異世界魔法的製作方法～（分鏡）

### 電影動畫
1988年
- 機動戰士鋼彈 逆襲的夏亞（演出補）

2025年
- 劇場版 Collar×Malice -deep cover-（日语：Collar×Malice）（分鏡）

### OVA
1987年
- DEAD HEAT（日语：デッドヒート (OVA)）（導演）

1989年
- 孔雀王2 幻影城（演出）

1992年
- 元氣爆發伏魔金剛百科（導演）
- 絕對無敵雷神王 陽昇城機關夢日記（導演）
- 絕對無敵雷神王 初戀大作戰（導演）
- 絕對無敵雷神王 5年3班的回憶（導演、監修）

1993年
- 絕對無敵雷神王 大家是地球防衛組（導演）

2005年
- 天上天下 ULTIMATE FIGHT（監督、分鏡）

2009年
- 暮蟬悲鳴時禮（導演、劇本統籌、編劇、分鏡）

2011年
- 暮蟬悲鳴時煌（劇本統籌、編劇）

2013年
- 暮蟬悲鳴時擴 ～outbreak～（導演、編劇、分鏡）
- 變形金剛：參乘合體變形金剛Go！（日语：参乗合体 トランスフォーマーGo!）（導演、劇本統籌、編劇、分鏡）

### 其它
- 完全勝利大帝王（2001年，監修協力）

## 腳註

## 相關項目
- 富野由悠季（川瀨敏文的師父）
- 日昇動畫
- 日本動畫師列表（日语：アニメ関係者一覧）
- 日本編劇列表（日语：脚本家一覧）

## 外部連結
- ，存于 （日語）—在Studio DEEN官方網站上。